# 和田光石
和田 光石 （わだ こうせき、1884年 – ？）は、日本の彫刻家。

## 略歴
- 明治17年（1884）- 和田義比の5男として出生。早稲田中学校、東京美術学校卒業。
- 明治38年 – 東京麻布歩兵8連隊に入隊、日露戦争従軍、陸軍少尉。
- 明治39年 – 若州学生会幹事、東京美術学校助教授。
- 大正6年 – 雲城会幹事。
- 昭和3年 – フランス留学、文部省在外研究員。
- 昭和7年 – 東京美術学校教授。

## 家族
兄、和田信二郎（文部省図書監修官）。